# Ron Hagerthy
Ronald F. Hagerthy (nacido el 9 de marzo de 1932)  fue un actor estadounidense de televisión y cine.

## Primeros años
Hagerthy nació en Aberdeen, Dakota del Sur, pero se mudó a Glendale, California, antes de empezar la escuela. Asistió al Glendale City College  y trabajó como conductor de ambulancia. Su carrera actoral se vio interrumpida por dos años de servicio en el Ejército.

## Carrera
En televisión, en la década de 1950, Hagerthy interpretó a Clipper King (sobrino del personaje principal) en la serie moderna del oeste, Sky King. También apareció en Matinee Theater, Bonanza, Gunsmoke (como "Blackie" en "Unknown Grave" de la temporada 1E38, 1956), Navy Log, Tales of Wells Fargo, y New Comedy Showcase. También apareció en un episodio de The Rifleman, "The Deserter" (15 de marzo de 1960, temporada 2E25).
En cine, Hagerthy interpretó a Dick Cvetic en Yo era comunista para el FBI (1951)  y al cabo Rich Williams en Starlift (1951). También apareció en Vive deprisa, Dieciocho y ansiosos, Carga en Feather River, La ciudad que nunca duerme y Fuerza de las armas.

## Vida personal
Hagerthy se casó con Patti Taylor, quien fue su novia desde sus días escolares.